# Scutia arenicola
Scutia arenicola là một loài thực vật có hoa trong họ Táo. Loài này được Giovanni Casaretto miêu tả khoa học đầu tiên năm 1844 dưới danh pháp Rhamnus arenicola. Năm 1861, Siegfried Reissek chuyển nó sang chi Scutia.

## Phân bố
Loài này có tại miền nam và đông nam Brasil.